# 保全寺石窟
保全寺石窟，位于中国甘肃省合水县，为一个省级文物保护单位，类型为石窟寺及石刻。
保全寺石窟的历史年代为北魏。

## 简介
保全寺石窟位于合水县东北太白镇葫芦河支流平定川马家老庄，距县城120公里。开凿于长约40、高8米的崖壁上，坐西向东，共有窟龛41个，石雕造像153尊，是陇东地区重要的早期佛教石窟寺之一。
保全寺内石雕造像以释迦牟尼、多宝二佛并坐及弥勒菩萨为主，并有胁侍菩萨。其窟龛由东向西延伸，其中3、4、5、6号龛较大，为平面呈方形或马蹄形的穹窿顶龛，最大为4号窟，平面呈方形，高、宽、深各3米，正壁造释迦、多宝二佛并坐及弥勒菩萨，南北两壁各造二佛、门口侍立二菩萨，其余为圆拱形浅龛，高约1米左右。其内佛像一般方颐丰面，着通肩大衣，结跏趺坐，半披肩大衣，浅阴刻平行衣纹，躯体粗犷健硕，体现北魏后期的石雕造像风格。 

## 历史
一般认为，北朝佛教迅猛的发展与统治者的推崇有极大的关系。  胡人与佛教这二者原先同被中原主流文化所鄙视, 故而在华夏礼制崩溃之时才得以相互促进: 胡族南下推动了佛教的传播, 佛教的发展满足了胡族前期“以胡易夏”的企图。 同时，胡族入主中原混淆了原先界限分明的“华夷之辩”, 故而促成了佛教的传播。
随着438年厌恶佛教的太武帝登基，在汉臣崔浩与寇谦之的谏言下, 他开展了持续六年的的灭佛运动。之后文成帝上台, 意识到自身脆弱的佛教开始依托自己在基层的影响力, 近乎谄媚地寻求王室的庇护, 甚至将北魏君主塑造成佛陀地现世化身进行膜拜。意识到佛门潜在的政治价值, 文成帝（452-465）与随后的献文帝（466-471）开始利用佛教来延缓, 甚至是逆转，汉化的趋势，明似重“佛”抑“儒”, 实则重“胡”抑“汉”。  这段时期的佛像也多以胡族面孔示人且身着“凉州式偏袒右肩”的胡饰。 直到随后的冯太后及孝文帝掌权并开启鲜卑族的全面汉化，佛雕形象的胡化及其所代表的“儒佛之争”,“胡汉之争”才彻底告一段落。 

## 壁画
保全寺内第13、14龛之下有一残存的建筑废墟，其左右墙壁绘有彩绘壁画。从壁画边角残破处可以看出墙壁上共绘有不同年代壁画的四层，最上层的壁画为清代所绘，下层壁画因未解剖时代不明。

## 窟龛列表
| 窟龛       | 保存情况                                                                                        | 样貌描述 | 图片 |
| ---------- | ----------------------------------------------------------------------------------------------- | --- | ---- |
| 1          | 较好                                                                                            | 位于整所窟群最南端，其形状为平面长方形圆拱顶敞口龛。龛内共有三座塑像，居中为一佛,其两侧为两座协助菩萨。佛头顶磨光高肉髻, 身成倒三角形, 十分健壮。其身着圆领薄衣, 为典型的北魏改制前的样式, 极具胡族特点。主佛结禅定印, 结跏趺坐于台座上。左侧菩萨戴三瓣莲形宝冠，上身袒露，双手抚于胸前，右侧菩萨于胸前双手捧钵，着裙衣。 |      |
| 2          | 右侧菩萨保存较好，其他两造像因风化而致表面剥落，形制不清。                                      | 位于1号龛北侧，为圆拱顶敞口龛，共塑一佛二菩萨。右侧菩萨有高发髻，双手合十，穿裙。 |      |
| 3          | 均有严重人为破坏或风化的迹象, 其中二佛佛龛内的佛首已被盗取丢失。                                | 佛龛地处北侧。为圆拱顶敞口大龛，龛内凿两龛和78个小龛。龛正中雕刻兽头, 龛尾刻出龙头。龛内共雕有二佛，着通肩袈裟, 有禅定印，结跏趺坐。基座刻有蹲踞状力士，双臂上举，仅着短裙裤。另有一佛龛在旁，呈交脚坐姿。 |      |
| 4          | 所有石像损毁及表面风化均极其严重。大部分佛像头部均已遗失。                                      | 位于第3龛北侧，为平面横长方形圆拱顶敞口大。其中共造有两个小型石窟: 1. 交脚龛，龛内有一菩萨和其二胁侍。 2. 二佛并坐龛，内有释迦多宝并坐，均呈结珈趺坐，结禅定印。 这一石龛的左壁刻有二座坐佛和一站立菩萨像，其中佛穿袒右肩袈裟，结禅定印，呈结跚趺坐。而菩萨右手抚胸，左手下垂，裸上身，身后刻有莲瓣及光环。 整座佛龛的后壁和侧壁雕有二坐佛，其姿势与先前所描述的佛像并无大异。 此外, 龛顶还刻有千佛四排，每排17个，以方格布局。这些小佛均面貌长方、瘦长，身着圆领通肩袈裟， 结禅定印，呈结珈趺坐。 |      |
| 5          | 已由合水县博物 馆整体凿下搬迁馆藏，造像保存完整。                                               | 位于第4龛右上侧, 圆拱形 浅龛。雕有一佛二菩萨。主佛有高圆肉髻，大耳垂肩，长圆脸，着圆领通肩袈裟，倚坐于方台座，双臂屈肘于胸前。胁侍菩萨风化剥蚀严重。左菩萨戴冠，宝絹下垂，披帛胸前交叉，阴刻细密线衣纹。右菩萨戴冠，尖项圈，双手胸前十字相交。 |      |
| 6          | 造像头均残。                                                                                    | 位于第4龛北侧，有上下两排横浅龛。龛内高浮雕坐佛，上排现存6身，下排5身，袒右肩袈裟，内着僧祇支，禅定印，结珈趺坐。 |      |
| 7          | 造像头均残。                                                                                    | 位于第6、32龛北侧，为平面半圆形圆拱顶浅龛， 龛外阴线刻相互交绕的龙，龙头于龛楣中央相对。龛内刻有一交脚佛二菩萨。交脚佛有高肉髻，大耳垂肩，方圆脸，短颈削肩，着袒右肩袈裟，双手腹前平置，佛两侧壁面阴线刻各二条龙身体交绕，两条长龙绕于佛头上部正中，龙头相对，两小龙向下缠绕长龙，龙头于两侧伸出。左菩萨头残缺，身体短粗壮实，双手合十站立圆台上。右菩萨头残损，颈戴项圈，腰部阴线刻裙带垂于双腿前，双手于胸前，左手握一莲蕾, 站立圆台上。                                                         |      |
| 8          | 脸部被毁。                                                                                      | 位于第7龛北侧。为摩崖造像，窟前原有平台。龛内雕有坐佛一身，高肉髻，长方圆脸，大耳垂肩，短颈宽肩，身体敦厚壮实，穿袒右肩袈裟，双手拢于袖内，结禅定印，结珈趺坐。台座前浅浮雕蹲伏双狮，暴突大眼，张嘴露齿。 |      |
| 9          | 造像头均残损。                                                                                  | 位于第8摩崖造像北侧。平面横长方 形圆拱浅龛。 龛内雕有一佛二菩萨。佛高肉髻，长圆脸，短颈宽肩，左手禅定印，右手说法印，着袒右肩袈裟，结跚趺坐，台座上阴线刻缠绕交龙。菩萨侍立圆台，头残损，戴项圈，下着长裙，右手屈肘抚胸。 |      |
| 10         | 左、右菩萨皆头面残，右菩萨残双足。                                                              | 位于第9龛北侧，方楣敞口浅龛。龛内雕有一佛二菩萨。佛为高肉髻、长耳垂肩，长圆脸，短颈宽肩，禅定印，结珈趺坐。左、右菩萨颈戴项圈，双手抚胸，下着长裙。左菩萨跣足立台，右菩萨残双足。 |      |
| 11         | 一佛二菩萨面部风化严重。                                                                        | 第10龛北侧。摩崖龛，平面马蹄形圆拱浅龛。高浮雕一佛二菩萨。佛为高肉髻、长圆脸，内着僧祗支，外穿双领下垂袈裟，宽边高领，结跚趺坐。两胁侍均高发髻，身体修长，衣裙下垂，跣足立低台。 |      |
| 12         | 左侧菩萨，残余部分高0.40米，仅存模糊轮廓。右侧菩萨，高0.45米，头部残损不全。                    | 位于第10龛北侧，为圆拱浅龛。龛内雕有一佛二菩萨。佛着双领下垂袈裟，结禅定印，结珈趺坐。 |      |
| 13         | 二佛头部均被盗凿。                                                                              | 位于第12、34龛之北侧，圆拱浅龛。龛内雕二坐佛。佛身内着僧祇支，外穿袒右肩袈裟，结禅定印，结珈趺坐，身体丰满健壮, 宽肩丰胸。 |      |
| 14         | 身体表面风化严重                                                                                | 位于13龛北侧崖面上，15龛南侧。 圆拱形龛。龛内原雕有一佛二菩萨，造像目前已被合水县博物馆搬回收藏。佛双手置胸前。一菩萨仅轮廓可看出双手合十，屈肘胸前作虔诚状。另一菩萨 。戴冠，宝缗下垂，身后飘带下垂绕于臂腕，双手于胸前交握。 |      |
| 15         | 主像头已被盗凿。                                                                                | 位于第14龛北侧。平面横长方形圆拱形浅龛， 龛外沿阴线刻交龙缠绕树枝。 半圆内雕有一交脚菩萨和二胁侍菩萨。 主尊宽肩束腰，着通肩式袈裟，细密阴线刻衣纹，双手于胸前作转法轮印，坐方座上, 座两侧各一狮子露头左胁侍头戴花冠，颈戴项圈，上身袒露，下着长 裙，左手握莲枝，右臂曲肘于胸前。右胁侍束高发髻，左臂外伸手端香炉，身后阴刻背光 。 |      |
| 16         | 风化严重, 形制不清。                                                                            | 位于第4龛上部。内雕一坐佛。 |      |
| 17         | 表面风化严重。                                                                                  | 位于第16龛北侧，第5龛上部。圆拱浅龛，龛内雕有一坐佛，有高肉髻，长方脸，长耳垂肩，宽肩短身，敦厚壮实，左右手屈臂肘于胸前，坐姿不明。 |      |
| 18         | 表面风化不清。                                                                                  | 位于第17龛北侧，第5龛上部。圆拱浅龛。龛内雕有一坐佛，高肉髻，结禅定印，结跚趺坐于方台座上。 | 右二 |
| 19         | 双佛皆衣饰不清。                                                                                | 位于第18龛北侧，第6龛上部。圆拱浅龛。龛内有二佛并坐，其一面部残缺，左侧佛细长颈，细双臂，着交领衣，结禅定印，结珈趺坐。 |      |
| 20         | 风化严重，龛形及造像已不清，仅存模糊龛痕, 尺寸不清。                                            | 第19龛北侧，第6龛上部。 | 暂无 |
| 21         | 佛面部均残。                                                                                    | 位于第20龛北侧。圆拱浅龛，平顶。龛内雕二佛并坐于通长台座。 | 暂无 |
| 22         | 残缺不全。                                                                                      | 第21龛北侧。圆拱浅龛。造像为一佛二菩萨。佛高肉髻，大耳下垂，方圆脸，颈短肩宽，结珈趺坐。两胁侍菩萨，身短头大，下身裙刻阴刻线纹。 | 暂无 |
| 23         | 佛头及身体风化剥落。                                                                            | 第22龛北侧。圆拱浅龛。内雕一交脚坐佛，佛座两侧各雕一写意方形狮子头。 | 暂无 |
| 24         | 佛头部残毁，额及胸部残缺，仅识大致轮廓。菩萨残损，仅存双腿及足。                                | 第23龛北侧。横长方形浅龛，平顶。高浮雕一佛二菩萨，佛肩稍圆，身体敦厚壮实，结跚趺坐。 | 暂无 |
| 25         | 两胁侍身体风化严重。                                                                            | 第24龛北侧。方楣浅龛，平顶。造像：高浮雕一佛二菩萨。佛为高肉髻，方圆脸，宽肩丰胸，敦厚壮实，身短头大，结珈趺坐。 | 暂无 |
| 26、27、28 | 龛均已风化。                                                                                    | 三龛相邻。尺寸不清。从轮廓大致可看出为坐佛，颈短肩宽，体形上敦厚壮实。 | 暂无 |
| 29         | 造像仅存残迹。                                                                                  | 上层最南侧。窟门为方形，形制为平面马蹄形穹窿顶窟。造像为一铺五身坐像，像高0.70米，风化剥落不清，均结珈趺坐，禅定印三面高坛基。 | 暂无 |
| 30         | 造像残失、风化不存。                                                                            | 第2龛北侧。圆拱项敞口龛。 | 暂无 |
| 31         | 摩崖高浮雕一力士像，下半身己为堆积土掩埋造像头部缺失                                            | 第30 龛北侧下方。摩崖高浮雕一力士像。据2011年《甘肃合水保全寺石窟调查简报告》显示其为方脸，立眉，大眼，粗颈平肩，双手向外侧上托举，2022年发现头部缺失。 |      |
| 32         | 佛面部残缺，左胁侍末完成，仅雕出石胎轮廓，右胁侍现残存下半身（合水县博物馆搬迁5号龛时被破坏）。 | 位于第6龛上方。该龛为平面马蹄形圆拱深龛，穹隆顶。龛内高浮雕一佛二菩萨。佛为长颈削肩，水波纹高肉髻，身着双领下垂袈裟，结跏趺坐，施禅定印。 | 暂无 |
| 33         | 头部残损不存，其余完好。                                                                        | 位于第11、12龛之间上方。该龛为尖拱楣浅小龛。内浮雕一坐佛，身着圆领通肩袈裟，施禅定印，结珈趺坐于台座上。 |      |
| 34         | 仅存龛雏形，无造像。                                                                            | 12龛北侧约3米处的崖面上。 该龛由于未完工，形制不明。 | 暂无 |
| 35         | （坐佛）已由合水县博物馆凿取搬回收藏。                                                          | 该龛为圆拱形浅龛。造像为一坐佛，其形貌为大耳垂肩，高肉髻，方圆脸，身着圆领通肩袈裟，施禅定印，结珈趺坐。 |      |
| 36         | 风化严重, 仅存轮廓。                                                                            | 位于第35龛北侧。该龛为浅龛，内雕坐佛一身。 | 暂无 |
| 37         | 风化严重。                                                                                      | 位于第36龛北侧，龛下为第38、39龛。该龛为圆拱形浅龛，龛顶已塌毁。内高浮雕一佛二菩萨。佛大耳垂肩，肩宽身短，高肉髻，方圆脸，袒右肩袈裟，衣纹为阴刻线,施禅定印，结跚趺坐于方形低台上。 |      |
| 38         | 风化严重，龛形不明，造像不存。                                                                  | 位于36龛下方。 | 暂无 |
| 39         | 风化严重，龛形不明，造像残失。                                                                  | 位于38龛北侧。 | 暂无 |
| 40         | 龛已风化不全，造像不存。                                                                        | 位于39龛北侧。该龛为圆拱浅龛。 | 暂无 |
| 41         | 龛已风化不全，造像不存。                                                                        | 位于40龛北侧，该龛为圆拱浅龛。 | 暂无 |
| 来源       |                                                                                                 | |      |